# Loubers
Loubers is een gemeente in het Franse departement Tarn (regio Occitanie) en telt 95 inwoners (2009). De plaats maakt deel uit van het arrondissement Albi.

## Geografie
De oppervlakte van Loubers bedraagt 4,2 km², de bevolkingsdichtheid is dus 22,6 inwoners per km².
De onderstaande kaart toont de ligging van Loubers met de belangrijkste infrastructuur en aangrenzende gemeenten.

## Demografie
Onderstaande figuur toont het verloop van het inwonertal (bron: INSEE-tellingen).